# Provincia di Trà Vinh
Trà Vinh (vietnamita: Trà Vinh) è una provincia del Vietnam, della regione del Delta del Mekong. Occupa una superficie di 2.295,1 km² e ha una popolazione di 106.200 abitanti . 
La capitale provinciale è Trà Vinh. 

## Distretti
Di questa provincia fanno parte la città di Trà Vinh e i distretti:
- Càng Long
- Châu Thành
- Cầu Kè
- Tiểu Cần
- Cầu Ngang
- Trà Cú
- Duyên Hải